# Телешко месо
Телешкото месо е месо, получено от телета – млади говеда.

## Кулинарна употреба на телешкото месо
Има три вида телешко месо:
- месо от много млади телета, заклани няколко дни след раждането си;[1]
- месо от телета, хранени изключително с мляко;
- месо от телета, хранени освен с мляко със зърнени храни, сено и други видове твърда храна.

Телешкото месо присъства в европейските кухни от древни времена. То често е във форма на котлети като италианските котолета или знаменитото австрийско ястие виенски шницел. Тъй като телешкото съдържа по-малко мазнини от много други видове месо, при готвенето му трябва да се внимава да не стане прекалено твърдо и сухо.
Освен месото, телешки кости се използват за приготвяне на бульон, който служи за основа на сосове и супи. Знаменитата българска шкембе чорба се прави от телешко шкембе, а от говеждия стомах се извлича и мая за сирене.

## Обществени проблеми от производството на телешко месо

### Хуманистко движение
Млечните крави трябва да раждат редовно телета, за да продължават да дават мляко. В резултат се раждат повече женски телета, отколкото могат да бъдат отгледани до възрастни млечни крави. Мъжките телета нямат комерсиална стойност, освен като източник на телешко месо.
Въпреки че цялото производство на телешко е предмет на полемика, хуманисткото движение е загрижено преди всичко за телетата, хранени с мляко. По традиция те се отглеждат в клетки, които ограничават физическите движения, за да се предотврати образуването на жилави мускулни влакна и да се запази месото светло и нежно. Най-доброто телешко се получава от неотбити телета. Отглеждането на хранени с мляко телета е критикувано от защитници на благоденствието на животните.
Останалите членове на Европейския съюз, включително и Италия, където телешкото е много популярно, ще забранят използването на клетки и диети, предизвикващи анемия от 2007 г.
На 7 ноември 2006 г. аризонските гласоподаватели приемат Предложение 204, „Акт за хуманно отношение със селскостопанските животни“.

### Човешко здраве от употреба на лекарства при животните
Опасността за здравето на потребителите от лекарства, давани на селскостопанските животни не е уникална за телешкото месо, но там тя привлича особено внимание. Критиците твърдят, че производителите компенсират нездравословните жизнени условия с употреба на успокояващи лекарства и високи дози антибиотици. Употребата на успокоителни лекарства не е нито широко разпространена, нито документирана в заслужаваща доверие научна литература. Изследвания от 2005 и 2007 г. показват, че опасността, предизвикана от употребата на антибиотици от телешкото месо при хората, е малка.
Защитниците на производството на телешко месо отговарят, че съвременните ферми осигуряват чиста, добре осветена и вентилирана среда с достатъчно място за телетата да „стоят, да се протягат, да се чешат и да лягат в естествена позиция.“ Те казват също, че тъй като телетата са изложени на опасност от развитие на анемия, която води до слабост и липса на апетит, съвременните животновъди хранят телетата с храна, съдържаща достатъчни, внимателно контролирани количества желязо..

### Принос към световното затопляне
Между една четвърт и една трета от газовете, причиняващи световното затопляне и изменение в климата, идват от производството на храна, като най-голям дял към замърсяването (с метан и въглероден диоксид) има производството на телешко месо. Експерти виждат намаляването на консумацията на телешко месо като важно за борбата със световното затопляне.